# Hillel Kohn
La începutul anilor '20 a secolului XX, Kohn Hillel (n. 26 iunie 1891 – d. 15 februarie 1972) a activat ca sionist în Transilvania. Ca reacție la creșterea influenței partidelor de dreapta, a devenit membru al Partidului Comunist. În 1945 a condus Comitetul Județean Cluj din cadrul Partidului Comunist din România.